# 후포퇴
후포퇴(Hupo Bank)는 경상북도 울진군 후포 앞바다에 있는 퇴이다.
비교적 수심이 얕고(흔히 200 m 미만) 평탄한 정상부를 갖는 해저 융기부이며, 흔히 대륙붕이나 섬 부근에서 특징적으로 발달한다. 후포퇴는 36°22´N, 129°43´E ~ 37°07´N, 129°36´E 범위에 분포한다. 좁은 형태를 띠는 이 해저지형은 남북 방향으로 길게 늘어져있으며 경사는 약 4도~8도, 깊이는 100m~200m, 총 기복은 100m, 면적은 85km(길이) x 2.5km~16.5km(폭)이다. 후포퇴 정상부에는 왕돌초(위도 36°43′09”N, 경도 129°43′55”E)라는 해저지형이 분포한다. 왕돌초는 깊이 5.3m이다. 1997년 한국 연구선 “해양 2000(Haeyang 2000)호”가 처음 발견하였으며, 2007년 한국 해양 지명 위원회 (Korea Committee on Marine Geographical Names—KCMGN)가 명칭을 SCUFN에 제안하였다. 후포퇴 명칭은 인근에 위치한 경상북도 동해안에 있는 항구 후포항의 이름에서 유래한다. “후포항”이라는 명칭은 1970년대 초기 이후에 출판된 연구 논문 다수에 사용되어왔다.

## 해양지명
수로업무법 제33조의4 제1항의 규정에 의거 해양지명위원회에서 심의·결정한 해양지명은 다음과 같다.
- 제정 해양지명 : 후포퇴
- 대표위치(WGS-84) : 36-40N 129-45E
- 범위 : 경북 울진 후포 앞바다 해저의 36-22N, 129-43E(남단) 지점에서 37-07N, 129-36E(북단) 지점까지 길이 약 85 km, 폭 2.5-16.5km로 형성된 수심 150m 이내의 해저융기부